# Casa Codinas (Sant Hipòlit de Voltregà)
La Casa Codinas és una obra eclèctica de Sant Hipòlit de Voltregà (Osona) inclosa a l'Inventari del Patrimoni Arquitectònic de Catalunya.

## Descripció
Casa de planta baixa i tres pisos d'alçada, amb la façana principal a la Plaça Nova. El tercer pis o àtic fou construït posteriorment. La façana és perfectament simètrica amb tres obertures per planta. Totes elles tenen un guardapols i l'ampit motllurats. Els diferents nivells estan separats per cornises i la façana està remada pel ràfec de la teulada que té un gran voladís.
Per bé que els materials emprats són pedra i calç, la façana els amaga sota una imitació de grans carreus.
Al seu interior hi ha una ampla escala de planta quadrada que condueix als dos pisos que hi ha per planta.
La part del darrere consta de galeries descobertes.

## Història
Aquesta construcció és una clara mostra de l'arquitectura anomenada culta de finals del segle xix, que a Sant Hipòlit es concentrà a la Plaça Nova. Aquest és un indret edificat ja a l'edat mitjana, però profundament modificat als segles xviii i xix, donant com a resultat un conjunt heterogeni. A finals del segle XX s'han fet reformes al seu interior, sense que aquestes hagin afectat el seu aspecte exterior, alterat només amb la construcció de l'àtic.